# Tachyphyle olivia
Tachyphyle olivia là một loài bướm đêm trong họ Geometridae.